# Habromys
Habromys (Hooper & Musser, 1964) è un genere di roditori della famiglia dei Cricetidi.

## Descrizione

### Dimensioni
Al genere Habromys appartengono roditori di piccole dimensioni, con lunghezza della testa e del corpo tra 80 e 140 mm, la lunghezza della coda tra 87 e 145 mm e un peso fino a  g.

### Caratteristiche craniche e dentarie
Il cranio presenta un rostro corto e largo, la scatola cranica tondeggiante, le arcate zigomatiche delicate e una bolla timpanica grande.
Sono caratterizzati dalla seguente formula dentaria:

### Aspetto
L'aspetto è quello di un piccolo topo, ricoperto da una pelliccia liscia, soffice e densa. Le parti dorsali variano dal bruno-grigiastro al bruno-nerastro mentre le parti ventrali sono bianche o color crema. Il muso è appuntito. Le orecchie sono lunghe e larghe. Le zampe sono larghe. La coda è più lunga della testa e del corpo e termina con un ciuffo di peli. Si distinguono dai membri del genere Peromyscus dalla presenza di 13 coppie di costole e da 20 vertebre toraciche e lombari.

## Distribuzione
Si tratta di piccoli roditori arboricoli diffusi in Messico e nell'America centrale.

## Tassonomia
Il genere comprende 7 specie.
- Habromys chinanteco
- Habromys delicatulus
- Habromys ixtlani
- Habromys lepturus
- Habromys lophurus
- Habromys schmidlyi
- Habromys simulatus